# Phylax
Phylax – element uzbrojenia ochronnego w starożytnym Rzymie, w postaci metalowej płyty zawieszanej na piersi na skórzanych pasach, wykonanej z brązu lub ołowiu. Phylax używano od czasów Romulusa, aż do późnej Republiki. Tuż po jego wprowadzeniu był uważany za jeden z lepszych środków ochrony, lecz za czasów Republiki został wyparty przez wynalazek Celtów - kolczugę. Za Republiki używali go już tylko velites i biedniejsi hastati.